# Akre
Akre ou Aqrah (em curdo:  ئاکرێ, em árabe: عقرة, em siríaco:  ܥܩܪ) é uma cidade no governorado de Dahuk (província), na região do Curdistão, no Iraque.
Akre é conhecida por suas celebrações do Noruz, o ano novo persa e curdo.

## Etimologia
O nome "Akre" deriva da palavra "Agir" da língua curda que significa "fogo".